# Ріо-де-Жанейро-Галеан
Міжнародний аеропорт Ріо-де-Жанейро/Галеан імені Антоніу Карлуса Жобіна (IATA: GIG, ICAO: SBGL) — це головний міжнародний аеропорт, що обслуговує Ріо-де-Жанейро (Бразилія). У 2020 році летовище було восьмим за пасажиропотоком аеропортом країни. Він названий на честь району Галеан.

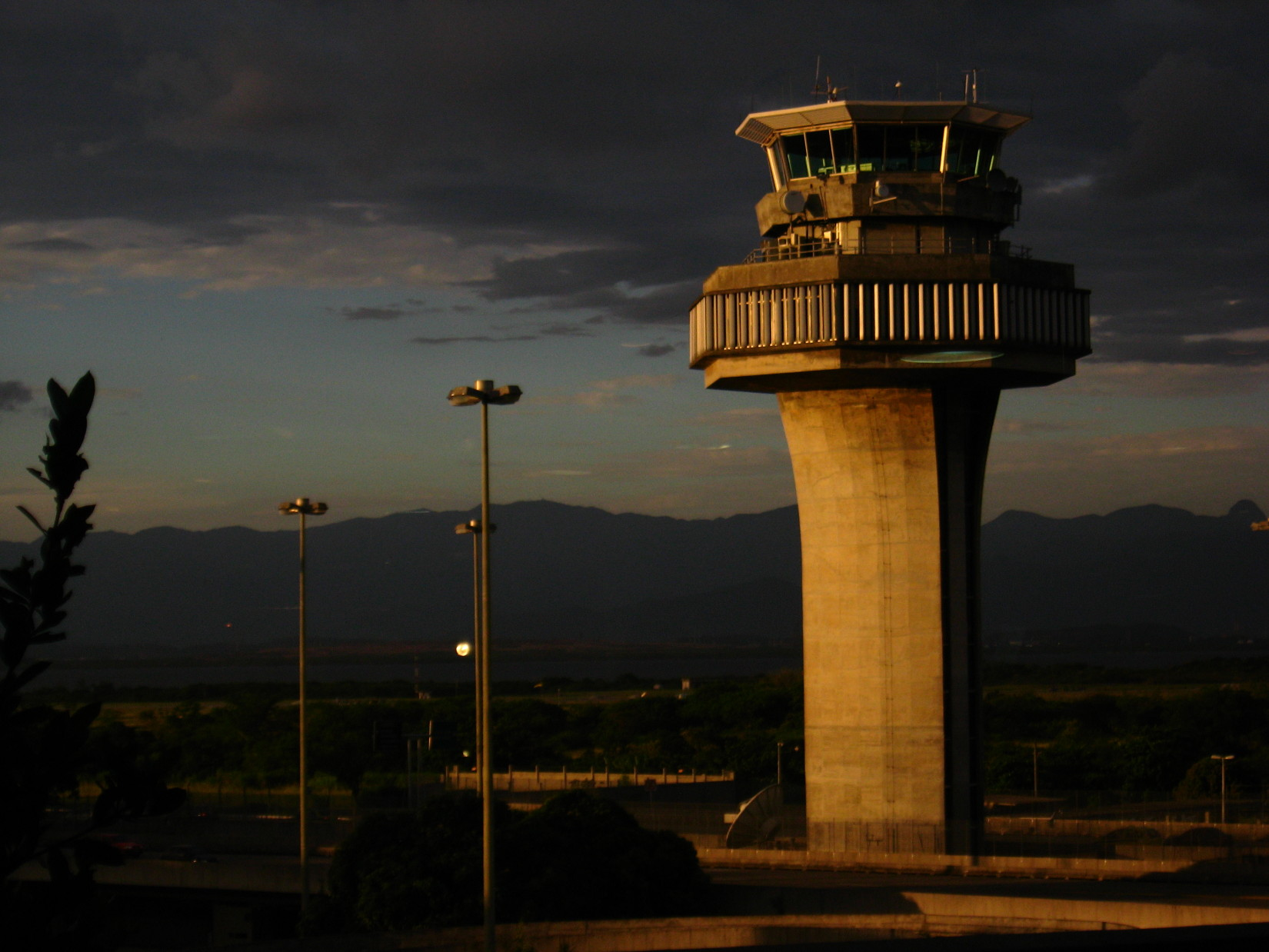
Командно-диспетчерський пункт аеропорту Галеан

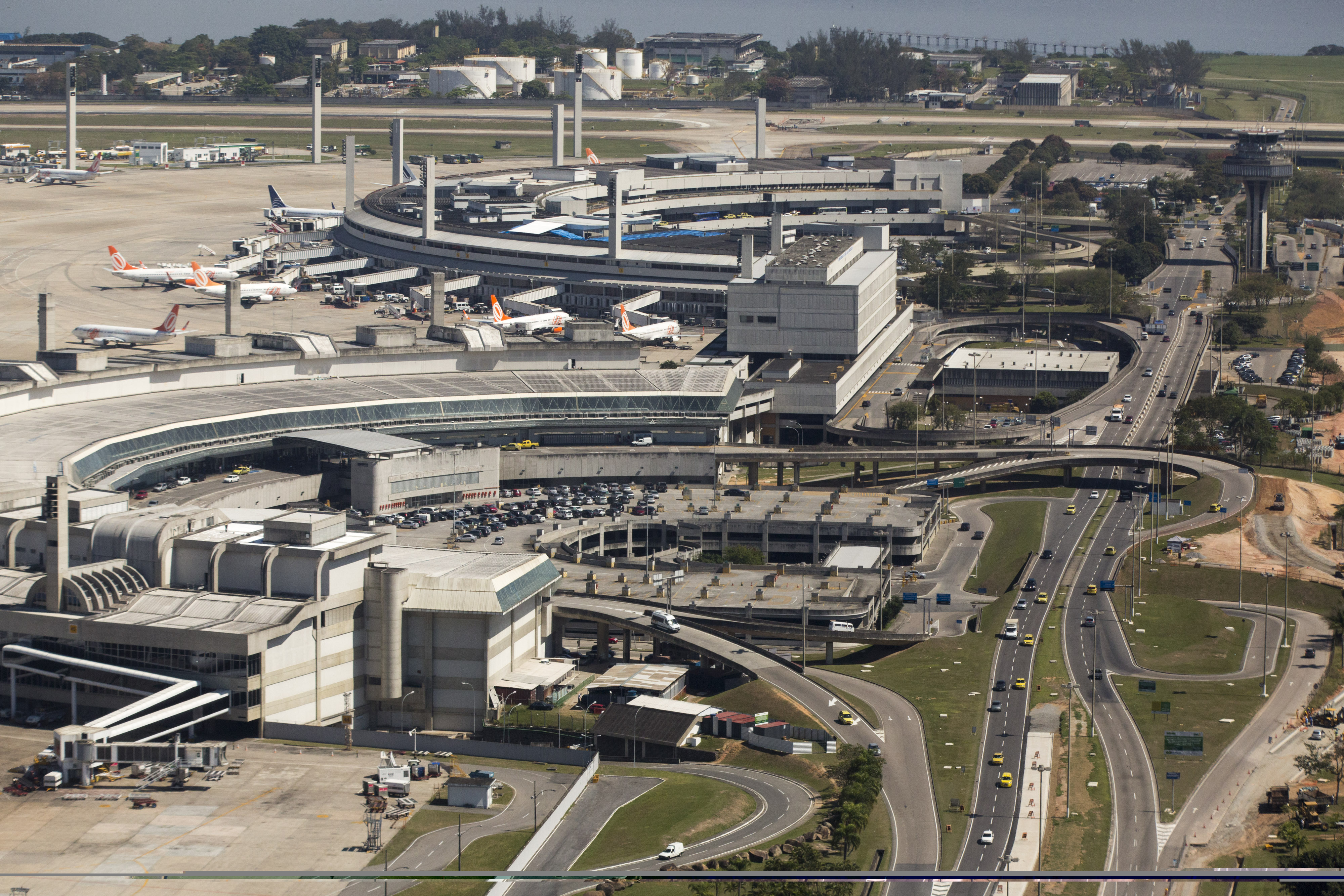
Вид на термінали 1 і 2 з повітря

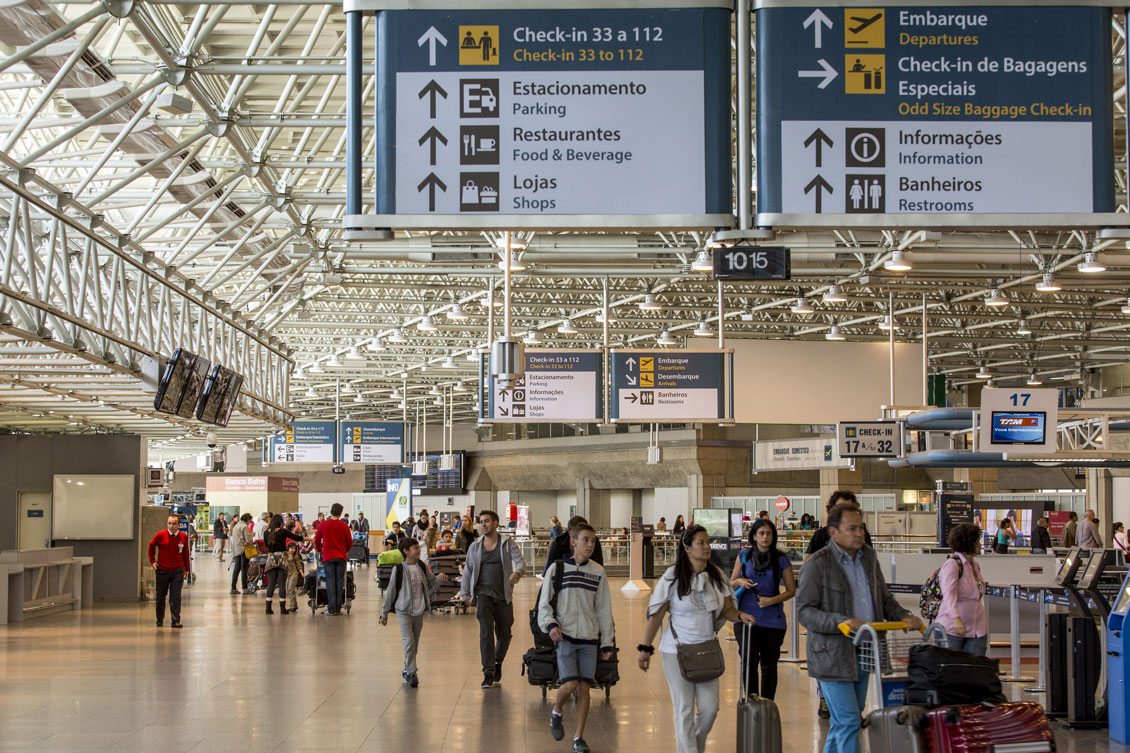
Зона реєстрації терміналу 1

Назва походить від португальського Praia do Galeão, що перекладається як Пляж Галеона, який розташований перед пасажирським терміналом (тепер пасажирський термінал бразильських повітряних сил) і де в 1663-му був побудований галеон «Padre Eterno» військово-морських сил Португалії. Аеропорт також названо на честь бразильського музиканта Антоніу Карлуса Жобіна.